# Dryopsophus subglandulosus
Espèce
Synonymes
- Litoria glandulosa Tyler & Anstis, 1975 nec Bell, 1843
- Litoria subglandulosa Tyler, Davies & Martin, 1981

Statut de conservation UICN

 VU B1ab(i,ii,iii)+2ab(i,ii,iii) : Vulnérable
Dryopsophus subglandulosus est une espèce d'amphibiens de la famille des Pelodryadidae.

## Répartition
Cette espèce est endémique d'Australie. Elle se rencontre au-dessus de 600 m d'altitude dans les Northern Tablelands de la cordillère australienne en Nouvelle-Galles du Sud au Parc National de Girraween dans le Queensland,.

## Description
L'holotype de Dryopsophus subglandulosus, une femelle gravide, mesure 45,8 mm.
Les mâles mesurent de 35 à 40 mm et les femelles de 46 à 50 mm.

## Taxinomie
Cette espèce a initialement été décrite par Tyler et Anstis en 1975 sous le taxon Litoria glandulosa avant d'être rebaptisée Litoria subglandulosa par ces mêmes auteurs en 1983. En effet, ce taxon était déjà préoccupé par Litoria glandulosa Bell, 1843, synonyme de Batrachyla taeniata (Girard, 1855).

## Publications originales
- Tyler & Anstis, 1975 : Taxonomy and biology of frogs of the litoria citropa complex (anura: hylidae). Records of the South Australian Museum, vol. 17, p. 41-50 (texte intégral).
- Tyler & Anstis, 1983 : Replacement name for Litoria glandulosa Tyler & Anstis, 1973 (Anura: Hylidae). Transactions of the Royal Society of South Australia, vol. 107, p. 130 (texte intégral).